# Xe tải đông lạnh

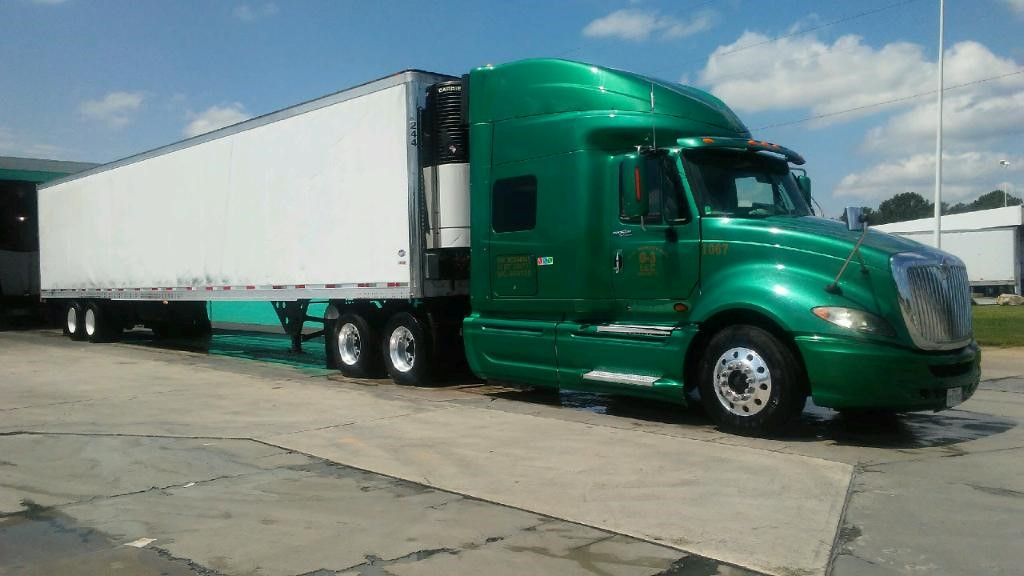
Xe tải G-3 Resources LLC

Xe tải đông lạnh là một chiếc xe tải được thiết kế để vận chuyển hàng hóa dễ hỏng ở nhiệt độ cụ thể. Giống như ô tô đông lạnh, xe tải đông lạnh khác với xe tải cách nhiệt và thông gió đơn giản (thường được sử dụng để vận chuyển trái cây), cả hai xe sau đều không được trang bị thiết bị làm mát. Xe tải đông lạnh có thể được làm lạnh bằng băng, được trang bị bất kỳ một trong nhiều hệ thống làm lạnh cơ học chạy bằng động cơ diesel phân khối nhỏ, hoặc sử dụng carbon dioxide (dưới dạng đá khô hoặc ở dạng lỏng) làm chất làm mát.
Hầu hết các vận chuyển hàng lạnh đường dài bằng xe tải được thực hiện trong các xe tải có khớp nối kéo rơ moóc được làm lạnh. Nghiên cứu được thực hiện trên pin nhiên liệu năng lượng phụ.
Những chiếc xe tải đông lạnh cơ học thành công đầu tiên được đưa ra thị trường lần đầu do ngành công nghiệp kem vào khoảng năm 1925. Có khoảng 4 triệu xe tải đông lạnh được sử dụng trong năm 2010 trên toàn thế giới.